# Alexander Stepanowitsch Jerschow

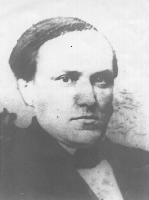
Alexander Stepanowitsch Jerschow

Alexander Stepanowitsch Jerschow (russisch Александр Степанович Ершов; * 20. Julijul. / 1. August 1818greg. in Iwatschewo, Ujesd Saraisk; † 9. Februarjul. / 21. Februar 1867greg. in Moskau) war ein russischer Physiker, Mathematiker und Hochschullehrer.

## Leben
Alexander Jerschow stammte aus einer verarmten Adelsfamilie. Er besuchte das Rjasaner Gymnasium mit Abschluss mit einer Goldmedaille. Er studierte 1835–1839 an der Universität Moskau (MGU) in der Physikalisch-Mathematischen Fakultät mit Abschluss als Kandidat der MGU (10. Rangklasse entsprechend einem Kollegiensekretär) mit einer Goldmedaille.
Auf Antrag und Kosten des 1839 gegründeten 3. Moskauer Gymnasiums wurde Jerschow nach St. Petersburg geschickt, wo er Vorlesungen am St. Petersburger Technologischen Institut und am Institut des Verkehrsingenieurskorps hörte. Dann reiste er zur Verbesserung seiner Mathematik-Kenntnisse nach Deutschland, Frankreich und England. Er studierte Praktische Mathematik bei Jean-Victor Poncelet an der Universität von Paris und bei Arthur Morin an der École nationale des ponts et chaussées. Angewandte Mechanik und hydraulik studierte er bei Jean-Baptiste-Charles-Joseph Bélanger. Darstellenden Geometrie studierte er bei Théodore Olivier an der École Centrale des Arts et Manufactures. In Leeds und Manchester lernte er in Textilunternehmen die Organisation der Industrie kennen.
Von Juni 1843 bis 1853 unterrichtete Jerschow Mathematik und Technische Mechanik am 3. Moskauer Gymnasium. Er richtete dort ein Kabinett mit Modellen von Maschinen und Apparaturen ein.
Ab 1844 lehrte Jerschow an der MGU. Bei Nikolai Dmitrijewitsch Braschman fertigte er seine Magister-Dissertation über Wasser als Antriebsmittel an, die er dann erfolgreich verteidigte. Darauf wurde er zum Dozenten ernannt und lehrte Technische Mechanik und Darstellende Geometrie. 1848 wurde er Adjunkt und 1853 Extraordinarius. Seine Aufsätze erschienen im Journal für Verkehr, im Journal des Volksbildungsministeriums, in den Moskowskije Wedomosti und anderen Zeitschriften. 1854 veröffentlichte er sein Lehrbuch über Grundlagen der Mechanik, das das erste russische Lehrbuch der Kinematik und Maschinendynamik war.
Ab 1845 lehrte Jerschow auch an der Moskauer Gewerbeschule, deren Direktor er 1859 wurde. Mit anderen entwickelte er das Projekt zur Umwandlung der Gewerbeschule in eine Technische Hochschule. Er führte die erforderlichen Vorarbeiten durch und entwarf eine Satzung, deren Genehmigung sich bis nach seinem Tode hinzog. Er war Wirklicher Staatsrat (4. Rangklasse).
1864 wurde Jerschow Vollmitglied der Moskauer Gesellschaft der Naturforscher. Zusammen mit Iwan Kondratjewitsch Babst, Modest Jakowlewitsch Kittary und weiteren Professoren der MGU setzte Jerschow sehr für die Verbreitung der Bildung und insbesondere des technischen Wissens in der breiten Bevölkerung ein.
1868 wurde die Umwandlung der Moskauer Gewerbeschule in die Kaiserliche Moskauer Technische Hochschule (IMTU) mit Wiktor Karlowitsch Della-Vos als erstem Direktor vollzogen.